# コンピアーノ
コンピアーノ（伊: Compiano）は、イタリア共和国エミリア＝ロマーニャ州パルマ県にある、人口約1,100人の基礎自治体（コムーネ）。

## 地理

### 位置・広がり

#### 隣接コムーネ
隣接するコムーネは以下の通り。
- アルバレート
- バルディ
- ベドーニア
- ボルゴ・ヴァル・ディ・ターロ
- トルノロ

### 気候分類・地震分類
コンピアーノにおけるイタリアの気候分類 (it) および度日は、zona F, 3024 GGである。
また、イタリアの地震リスク階級 (it) では、zona 2 (sismicità media) に分類される。

## 行政

### 分離集落
コンピアーノには、以下の分離集落（フラツィオーネ）がある。
- Barbigarezza, Breia, Caboara, Casello, Cereseto, Costa, Farfanaro, Isola, Paradiso, Piano delle Moglie, Ponte di Compiano, Premassato,Rio, Roncodesiderio, Sambuceto, Strela, Sugremaro, Trario, Villa

## 文化・観光
「イタリアの最も美しい村」クラブ加盟コムーネである。